# Porto-Novo
Porto-Novo je glavni grad Benina. Leži u južnom dijelu zemlje, 11 km udaljen od obale Gvinejskoga zaljeva.
Osnovan je krajem 16. i početkom 17. stoljeća. Naziv potječe od Portugalaca, koje su 1894. potisnuli Francuzi. Očuvana je katedrala iz portugalskog razdoblja, a u gradu je i narodna knjižnica s arhivom, etnografski muzej te druge kulturne ustanove.
Glavne djelatnosti lokalnog stanovništva su industrijska preradba poljoprivrednih proizvoda i jaka obrtnička proizvodnja. U okolici se plantažno uzgajaju kokosove palme. Tijekom 1990-ih u podmorju blizu obale otkrivena je nafta, koja je od tada značajan izvozni proizvod. Željeznička pruga povezuje Porto-Novo s najvećim gradom Benina - Cotonouom.
Prema popisu iz 2002. godine, Porto-Novo je imao 223.552 stanovnika.

## Vanjske poveznice

### Ostali projekti
|  | Zajednički poslužitelj ima još gradiva o temi Porto-Novo |